# Тургусунская ГЭС
Тургусунская ГЭС (также Тургусун-1) — гидроэлектростанция в Казахстане на реке Тургусун. Расположена в Восточно-Казахстанской области близ поселения Кутиха и в 30-40 км от города Алтай. Принадлежит ТОО «Тургусун-1». 
В планах организовать Тургусунский каскад ГЭС, в котором Тургусун-1 будет являться второй (средней) ступенью.

## Характеристики
Тургусунская ГЭС (Тургусун-1) состоит из трёх гидроагрегатов, два из них — мощностью 11,5 МВт, третий — 1,9 МВТ. Годовая выработка электроэнергии — 79,8 кВт-ч.

## История
Первые попытки возведения гидроэлектростанции на реке Тургусун относятся к XX веку. В 1902 году здесь французские инженеры по заказу царского правительства возводили платину. Но попытка была безуспешной, в тот же год в один из весенних паводков вода подмыла и разрушила её.
В 1932 году уже советские специалисты начали строительство электростанции на Тургусуне. В первый день 1936 года Тургусунская ГЭС дала свой первый ток. Эксплуатация ТургусунГЭС производилась до 15 июля 1957 года, пока не была построена Бухтарминская ГЭС и каскад ГЭС в Усть-Каменогорске на реке Иртыш. После этого Тургусунская ГЭС прекратила свою работу.
Уже  в независимый период Казахстана снова подняли вопрос о строительстве электростанции на реке Тургусун. Так, в 2013 году было решено построить новую ГЭС близ села Кутиха выше остатков старой ГЭС на 400 м. Специально созданное ТОО «Тургусун-1» разработало проектную документацию малой ГЭС мощностью 24,9 МВт с привлечением российских и китайских специалистов. Расположение центрально-диспетчерского пункта было определено в селе Парыгино, где имеется песчано-гравийный карьер. В селе установили дробильно-сортировочный комплекс, а непосредственно на стройплощадке — бетонный завод и вахтовый городок. Проложили железнодорожный тупик Парыгино (на пути Усть-Каменогорск — Алтай) и протянуто вверх по реке 10 км высоковольтной линии электропередачи до ГЭС. Общая стоимость объекта составила более 12,5 млрд тенге ($33 млн.). В планах было обозначено установить три гидроагрегата. Два из них — мощностью 11,5 МВт, третий — 1,9 МВТ, рассчитанный на запуск в зимние месяцы с минимальным пропуском воды (10-12 кубов в секунду). Срок сдачи объекта планировался на конец 2018 года. Однако срок сдачи  сдвинулся примерно на год из-за мощных паводков 2018 и 2019 гг., которые 8 раз затапливали строительный котлован. Весенний паводок 2018 года длился 3 месяца, что, судя по архивным данным, произошло впервые за последние 56 лет. В 2021 году Тургусунская ГЭС, также называемая как Тургусун-1 была введена в эксплуатацию. При строительстве ГЭС участвовали подрядчики из Китая, и это сделало проект первым казахстано-китайским в области гидроэнергетики в рамках программы «Пояс и Путь». Финансирование проекта стоимостью 13,39 млрд. тенге осуществлялось в основном за кредита «Банка развития Казахстана».

### Перспективы
Имеются планы по возведению дополнительных ГЭС — Тургусун-2 (ниже Тургусун-1) и Тургусун-3 (выше), что будет формировать общий каскад из трёх ГЭС.